# Kabinett Miyazawa
| Amt                                                                                              | Name               | Partei | Faktion    |
| ------------------------------------------------------------------------------------------------ | ------------------ | ------ | ---------- |
| Premierminister                                                                                  | Miyazawa Kiichi    | LDP    | (Miyazawa) |
| Außenminister Stellvertretender Premierminister                                                  | Michio Watanabe    | LDP    | Watanabe   |
| Justizminister                                                                                   | Tawara Takashi     | LDP    | Takeshita  |
| Finanzminister                                                                                   | Tsutomu Hata       | LDP    | Takeshita  |
| Bildungsminister                                                                                 | Kunio Hatoyama     | LDP    | Takeshita  |
| Gesundheits- und Sozialminister                                                                  | Yamashita Tokuo    | LDP    | Kōmoto     |
| Minister für Landwirtschaft, Forsten und Fischerei                                               | Masami Tanabu      | LDP    | Katō       |
| Minister für Internationalen Handel und Industrie                                                | Kōzō Watanabe      | LDP    | Takeshita  |
| Verkehrsminister zuständig für den Neuen Internationalen Flughafen                               | Keiwa Okuda        | LDP    | Takeshita  |
| Postminister                                                                                     | Hideo Watanabe     | LDP    | Watanabe   |
| Arbeitsminister                                                                                  | Tetsuo Kondō       | LDP    | Kōmoto     |
| Bauminister                                                                                      | Taku Yamasaki      | LDP    | Watanabe   |
| Innenminister Vorsitzender der Nationalen Kommission für Öffentliche Sicherheit                  | Shiokawa Masajūrō  | LDP    | Mitsuzuka  |
| Chefkabinettssekretär                                                                            | Kōichi Katō        | LDP    | Miyazawa   |
| Leiter der Behörde für Management und Koordination                                               | Iwasaki Junzō      | LDP    | Kōmoto     |
| Leiter der Behörde für die Entwicklung Okinawas Leiter der Behörde für die Entwicklung Hokkaidōs | Ie Tomoo           | LDP    | Takeshita  |
| Leiter der Verteidigungsbehörde                                                                  | Sōhei Miyashita    | LDP    | Mitsuzuka  |
| Leiter des Wirtschaftsplanungsamts                                                               | Takeshi Noda       | LDP    | Watanabe   |
| Leiterin der Behörde für Wissenschaft und Technologie                                            | Tanigawa Kanzō     | LDP    | Mitsuzuka  |
| Leiter der Umweltbehörde                                                                         | Shōzaburō Nakamura | LDP    | Mitsuzuka  |
| Leiter der Behörde für Staatsland                                                                | Yoshiyuki Tōya     | LDP    | Miyazawa   |

Anmerkung: Der Parteivorsitzende und Premierminister gehört während seiner Amtszeit offiziell keiner Faktion an.